# Dorothy Stevenson
Dorothy »Dot« Stevenson, avstralska tenisačica.
V posamični konkurenci je največji uspeh dosegla leta 1938, ko se je uvrstila v finale turnirja za Prvenstvo Avstralije, kjer jo je v dveh nizih premagala Dorothy Cheney. Na turnirjih za Amatersko prvenstvo Francije se je najdlje uvrstila v četrtfinale leta 1938, na turnirjih za Prvenstvo Anglije pa v prvi krog istega leta. V konkurenci ženskih dvojic je največji uspeh dosegla leta 1939 z uvrstitvijo v polfinale turnirja za Prvenstvo Avstralije, v konkurenci mešanih pa leta 1937 z uvrstitvijo v finale istega turnirja skupaj z Donom Turnbullom.

## Finali Grand Slamov

### Posamično (1)

#### Porazi (1)
| Leto | Turnir               | Nasprotnica v finalu | Rezultat finala |
| 1938 | Prvenstvo Avstralije | Dorothy Cheney       | 3–6, 2–6        |

### Mešane dvojice (1)

#### Porazi (1)
| Leto | Turnir               | Partner      | Nasprotnika v finalu          | Rezultat finala |
| 1937 | Prvenstvo Avstralije | Don Turnbull | Nell Hall Hopman Harry Hopman | 6–3, 3–6, 2–6   |